# Јошиаки Бано
| Откривено астероида: 1 | Откривено астероида: 1 |
| ---------------------- | ---------------------- |
| 4200 Шизукагозен[1]    | 28. новембар 1983.     |
| 1. 1 са Такеши Урата   |                        |

Јошиаки Бано (番野 善明 Banno Yoshiaki, 1952–1991) био је јапански астроном. Открио је астероид 4200 Шизукагозен.
Астероид 3394 Бано је добио име у његову част. Бано је умро у саобраћајној незгоди 1991. године.